# 94-es típusú kisharckocsi

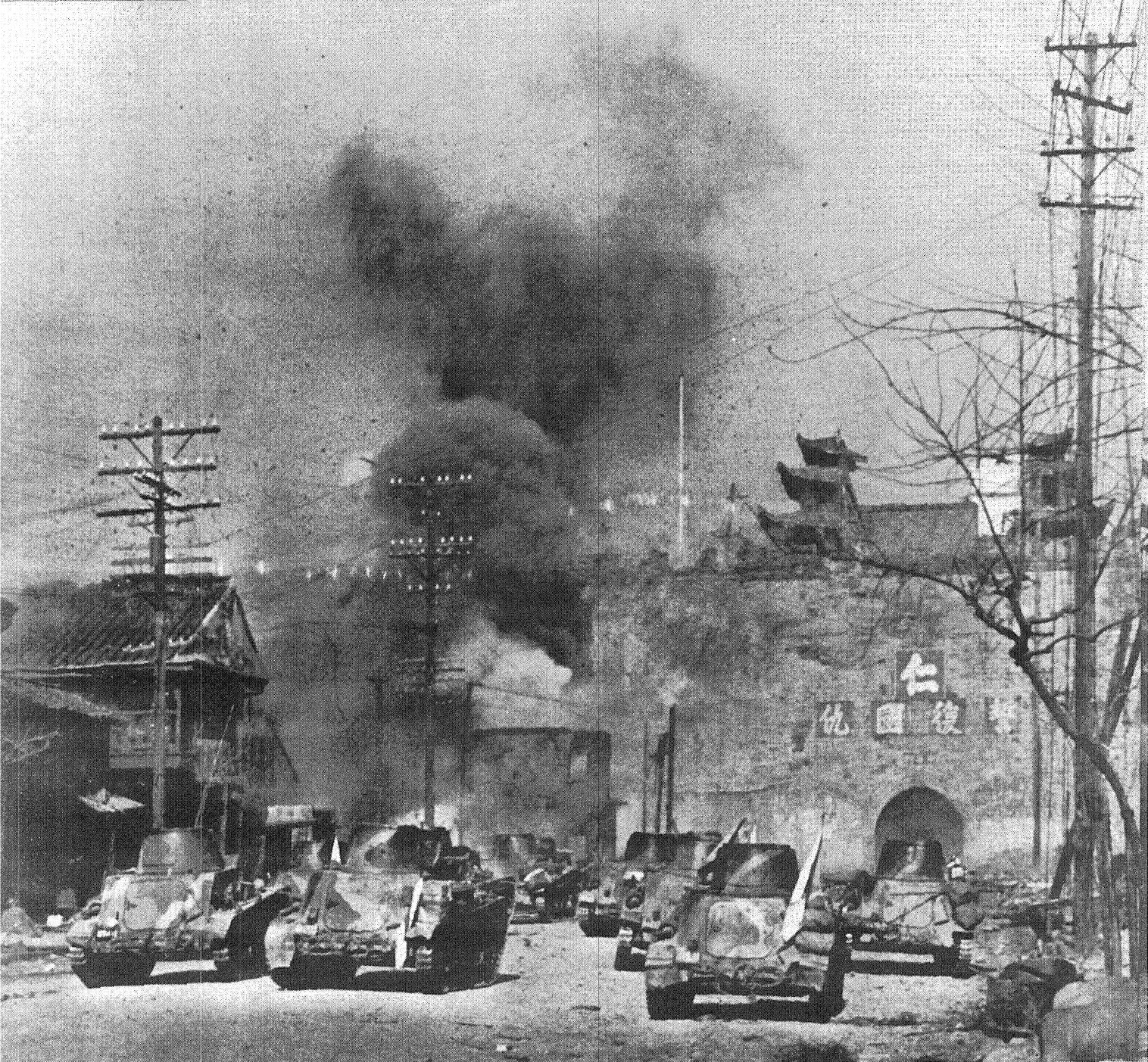
94-es típusú kisharckocsik 1937 december 12-én Kínában, Nanking városában. A háttérben a Guanghua kaput robbantják fel.

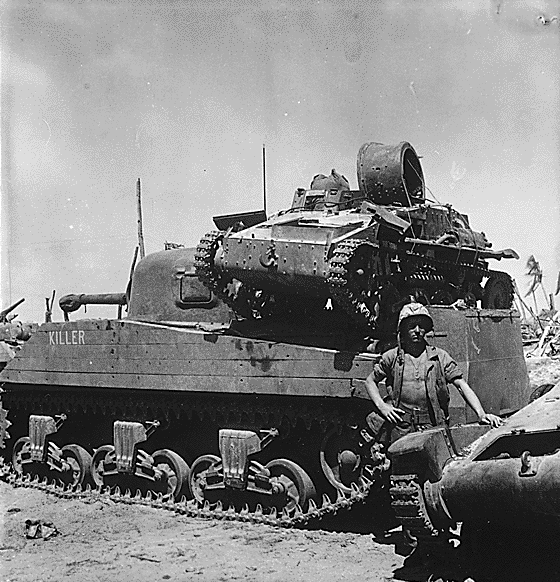
Egy az amerikai tengerészgyalogság 4.harckocsi zászlóalja által elfogott 94-es típus felerősítve egy M4A2 Sherman harckocsira a Kwajalein-atoll szigeten 1944 márciusában.

A 94-es típus (九四式軽装甲車; Hepburn:  Kyūyon-shiki keisōkōsha, ; közismertebb nevén  Type 94 TK) kisharckocsi. A neve szó szerint 94-es típusú könnyű páncélozott autót jelent. A TK rövidítés Tokushu Keninsha nevet takarja, ami magyarul speciális vontatót jelent. Valójában egy kisharckocsinak tekinthető. Harcolt a második kínai–japán háborúban, a halhin-goli csatában valamint a második világháborúban. Bár gyakran használták őket vonatóként is, de elsődleges feladata a felderítés és a gyalogság támogatása volt. Kínában hatékonynak bizonyult a Nemzeti Forradalmi Hadsereggel szemben, akik kevés harckocsival rendelkeztek. A második világháború kezdetekor már elavultnak számított, de az első éveiben még hatékonyan tudták használni a japánok. Azonban később már egyre sebezhetőbbnek bizonyult.

## Tervezés
1930-as évek elején Európában előszeretettel épültek kisharckocsik. A Japán Császári Hadsereg is vásárolt Nagy-Britanniától hat darab Vickers Carden-Loyd Mark VI kisharckocsit és néhány francia FT-17-est is. Japánban tesztelték is őket 1929-ben, de bebizonyosodott, hogy egyik sem felel meg a japán elvárásoknak. Ezért megfogalmazódott az igény egy hatékonyabb hazai fejlesztésű kisharckocsi iránt, ami képes a gyalogság támogatására és még felderítésre is. Ezen feladatok ellátásra páncélautókat is kívántak építeni ezek a tervek azonban sikertelenek maradtak mivel kiderült, hogy a kerekes autók nem mozognak jól nehéz terepen. Az első ilyen gép, ami majdnem megfelelt az elvárásoknak a 92-es típusú Jyu-Sokosha volt, amit a lovasság alkalmazott. A gyalogságnak is igénye volt egy ilyen gépre, ami hatékonyan tud együttműködni a katonákkal és szállítani és vontatni is tud valamint felderíteni. A Tokiói Gáz és Elektromos Iparművek (később Hino-motors) kapta a feladatot 1933-ban, hogy kifejlessze ezt a típust és 1934-re el is készült az első prototípus. A prototípus vékony páncélzattal és egy kis toronnyal volt ellátva, amiben egy géppuska kapott helyet. A jármű képes volt lőszert szállítani mivel utánfutók vontatására is alkalmassá tették. Tokushu Keninsha (TK) nevet kapta, ami speciális vontatót jelent. Mandzsukuo-ban és Japánban tesztelték terepen és mozgékonysága megfelelőnek bizonyult. 1935-ben 94-es típust Te-Ke néven szolgálatba is állították. A britek és az amerikaiak sokszor összekeverték a 92-es típusú kisharckocsival amit a lovasság használt.
A harckocsi tervezésénél a mérnökök figyelembe vették a Carden-Loyd formáját és felépítését is. Páncélzata szegecseléssel valamint hegesztéssel készült. A lemezek vastagsága 6 mm és 12 mm között mozgott. A motor egy Mitsubishi 94-es típusú léghűtéses benzinmotor volt, ami elöl kapott helyet a sofőrtől balra. Legnagyobb teljesítménye a motornak 32 lóerő volt 2500-as fordulatszámon. A felhevült páncéllemezek égési sérüléseket tudtak okozni a legénységnek ezért azbeszttel szigetelték le a lemezeket. A tornyot manuálisan kellett forgatnia a parancsnoknak. A járműbe a páncéltest hátulján lévő ajtón keresztül lehetett beszállni valamint a parancsnok a toronynyíláson keresztül is be tudott. A korai példányokat egy 91-es típusú 6,5 mm-es géppuskával szerelték fel a későbbi verzióknál azonban ezt felváltották egy 92-es típusú 7,7 mm-es géppuskával. Felfüggesztése spirális volt. 4-4 gumikerekes futógörgő volt mindkét oldalon valamint 2-2 visszafutó görgőt is kapott. A láncmeghajtókerék elöl volt a sebességváltón pedig négy előre és egy hátrameneti fokozat volt. Harc közben kiderült, hogy nagy sebességű kanyaroknál a tank hajlamos ledobni a lánctalpat. Ezt később úgy próbálták kiküszöbölni, hogy a láncmeghajtó kereket magasabbra helyezték valamint egy új nagyobb átmérőjű láncfeszítő kereket kapott, ami már a talajszint közelébe került, de ez sem oldotta meg a problémát teljesen. A késői verzióknak hosszabb alváza és fejlesztett futóműve volt. 1934-ben megépítettek pár példányt, de a sorozatgyártás csak 1935-ben kezdődött el és egészen 1937-ig tartott. 1935-ben 300 darab, 1936-ban 246 darab, 1937-ben pedig 200 példány épült meg. Összesen 823 darab épült a típusból. A Te-Ke volt az egyik legolcsóbb japán páncélos jármű. Ötvenezer japán jenbe került ez nagyjából fele annyi volt, mint egy 89 típusú I-Gó és ezzel a legnagyobb mennyiségben gyártott japán kisharckocsi lett. A Mitsubishi a Jukogyo a Kobe Seikosho és a Hino-motors cégek voltak amik előállították a 94-es típust.

## Harci alkalmazása
A gyalogságnál kerültek alkalmazásra Független Tankett Egységekként. 1936-ra szinte minden japán gyalogoshadosztály rendelkezett ilyen egységekkel, amikben hat darab ilyen jármű volt és legfontosabb feladatuk kezdetben a felderítés volt. Kínában hatékonynak bizonyult a Nemzeti Forradalmi hadsereg katonáival szemben akik páncéltörő eszközök hiányában nem tudták felvenni a harcot hatékonyan. Nehéz terepen vékony lánctalpai ellenére is megfelelően tudott haladni. Mikor Japán belépett a világháborúba számos a csendes-óceánon harcoló gyalogos hadosztály mellé beosztottak ilyen járműveket. Bár ekkor már nem volt korszerű, de egészen addig hatékonynak bizonyult, míg Japán fölényben volt. Harcoltak Burmában, Holland-Kelet Indiában a Fülöp-szigeteken és a Csendes óceán déli szigetein. Szingapúr ostrománál sikeresen vetették be a britek ellen. A Japán Császári Haditengerészet különleges egységei még 1945-ben is használtak pár példányt. 1945 augusztusában Mandzsukuo-ban is harcoltak az oda betörő szovjet egységekkel. Kwajalein-atoll szigeten sokat lefoglaltak az amerikaiak és Peleliu szigetén is semmisültek meg példányok. Ellenséges harckocsik ellen teljesen esélytelen volt mivel csak egy géppuskával volt ellátva és miután egyre erősebb gyalogsági fegyverek jelentek meg a Te-Ke páncélvédelme már ezek ellen sem volt megfelelő. A 12,7 mm-es kaliberű nehézgéppuskák különösen hatékonyak voltak.

## Műszaki adatok

### Tulajdonságok
- Személyzet: 2 fő
- Hossz: 3,08 m
- Szélesség: 1,6 m
- Magasság: 1,6 m
- Hasmagasság: 0,29 m
- Tömeg: 3,4 tonna
- Legyártott mennyiség: 823 darab

### Fegyverzet
- Elsődleges fegyverzet: 91-es típusú 6,5 mm-es vagy 92-es típusú 7,7 mm-es géppuska
- Másodlagos fegyverzet: nincs
- Lőszer: 1620 darab

### Páncélzat
- Frontpáncél: 20 mm
- Oldalpáncél: 10 mm
- Hátsó páncélzat: 10 mm
- Torony eleje: 10 mm
- Torony oldala: 10 mm
- Torony hátulja: 10 mm

### Mozgékonyság
- Motor: Mitsubishi 94-es típusú, négy hengeres, léghűtéses benzinmotor
- Teljesítmény: 32 lóerő
- Fajlagos teljesítmény: 9,4 lóerő/tonna
- Felfüggesztés: spirális
- Sebesség: 40 km/h
- Hatótávolság: 200 km
- Üzemanyag kapacitás: 106 liter

## Típusváltozatok

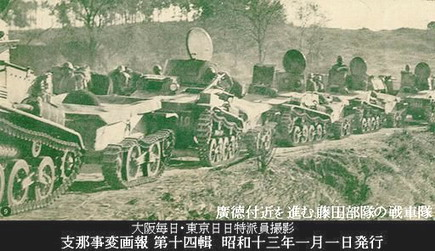
Korai verziós 94-es típusú kisharckocsik és vontatmányaik 1938-ban.

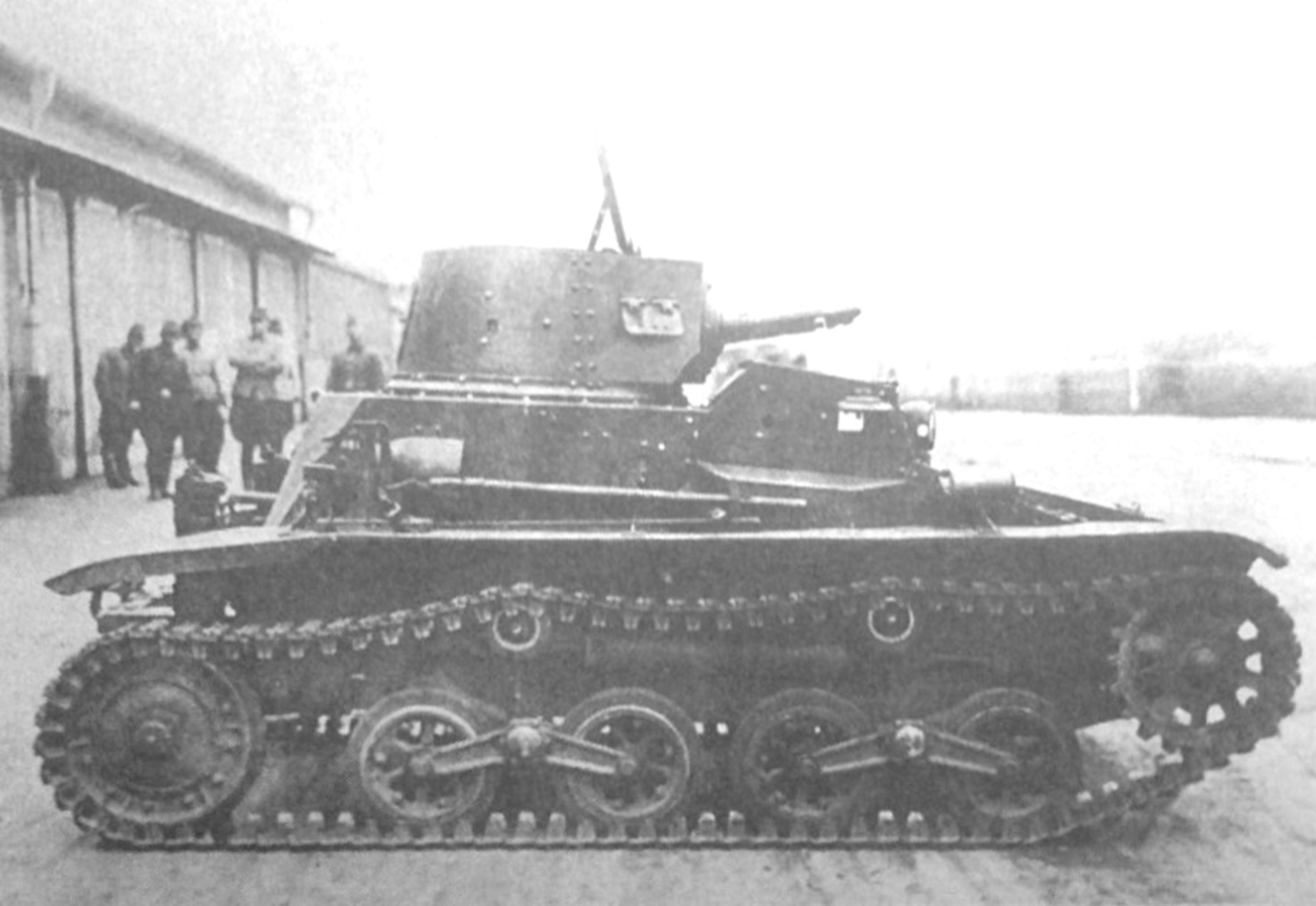
Kései verziós 94-es típus. Jól látható a nagyobb méretű láncfeszítő kerék.

94-es típusú fertőtlenítő és gázszóró jármű: Ezek a járművek egy gázzal és porral megtöltött tartályt vontattak. Céljuk az lett volna, hogy ha a gyalogosokat vegyi támadás (például: mustárgáz) éri akkor fertőtlenítő anyagot engednek ki, ami közömbösíti a mérgező gázokat és baktériumokat. Sose használták őket.
97-es típusú Pole Planter: Telegráfoszlopok lerakására szolgáló jármű. Egy fúróval volt felszerelve, ami az oszlopoknak fúrta ki a lyukat. Egy összecsukható létrával is el volt látva. A 6 oszlopot volt képes szállítani az oldalán.
97-es típusú Cable-Layer: Távíró kábeleket szállító jármű. El volt látva olyan berendezéssel, ami képes volt a rossz kábeleket letekerni valamint kiegyenesíteni. Az elfoglalt területeken használták.
Készült egy dízelmotorral és 37 mm-es löveggel felszerelt változata is azonban ezt nem kezdték gyártani. Viszont ennek az átalakításából született meg a 97-es típusú Te-Ke kisharckocsi.

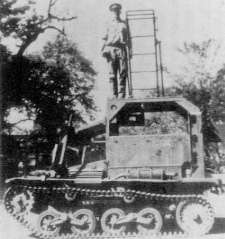
Pole Planter
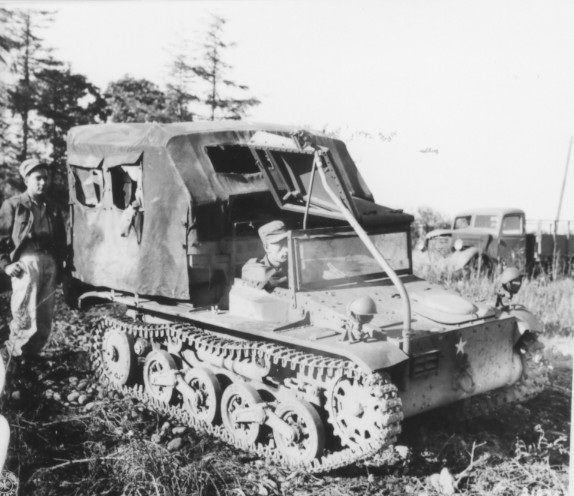
Cable-Layer

## Fordítás
- Ez a szócikk részben vagy egészben  a   Type_94_tankette című angol Wikipédia-szócikk fordításán alapul.  Az eredeti cikk szerkesztőit annak laptörténete sorolja fel. Ez a jelzés csupán a megfogalmazás eredetét és a szerzői jogokat jelzi, nem szolgál a cikkben szereplő információk forrásmegjelöléseként.